# Genoa Open Challenger 2005
Il Genoa Open Challenger 2005 è stato un torneo di tennis facente parte della categoria ATP Challenger Series nell'ambito dell'ATP Challenger Series 2005. Il torneo si è giocato a Genova in Italia dal 5 all'11 settembre 2005 su campi in terra rossa.

## Vincitori

### Singolare
Potito Starace ha battuto in finale  Flavio Cipolla con il punteggio di 6–3, 7–6(3).

### Doppio
Leonardo Azzaro /  Sergio Roitman hanno battuto in finale  Marco Pedrini /  Andrea Stoppini con il punteggio di 6–1, 6–4.